# Солодовник, Розалия Моисеевна
Розалия Моисеевна Солодовник (также Розалия Мовшевна, первоначально Рузя Мовшевна; 3 марта 1920, Переяславль, Полтавская губерния — 2015) — советский и российский переводчик художественной и исторической прозы с английского и немецкого языков.

## Биография
Выросла в Москве. В годы Великой Отечественной войны находилась с родителями мужа в эвакуации в Ашхабаде. Будучи до эвакуации студенткой исторического факультета Московского педагогического института, сдала государственные выпускные экзамены уже в Ашхабаде. Здесь же в 1942 году родилась её дочь и она узнала о гибели мужа. После возвращения в Москву в марте 1944 года устроилась на работу в Главлит переводчицей с английского, французского и немецкого языков, а также с 1946 года в нескольких лет политическим редактором (цензором) иностранной печатной продукции во 2-м отделе Главлита (цензорский контроль над иностранной литературой) на Центральном телеграфе под руководством А. Л. Зорина (1913—1965). В 1956 году в связи с чисткой кадров была уволена из Главлита. В 1960-е годы занялась переводами художественной литературы, главным образом приключенческой прозы с английского языка.
Среди переведённых Р. М. Солодовник книг — «Австралийский Робинзон Крузо» Уильяма Бакли, «Антарктическая одиссея» Реймонда Пристли, «Прогалины в дубровах, или Охотник за пчёлами» Джеймса Фенимора Купера, «Самое ужасное путешествие» Эпсли Черри-Гаррарда, «История Африки с древнейших времён» Теи Бюттнер, «Зачарованные острова Галапагосы» Ирениуса фон Эйбл-Эйбесфельда, «Австралийское племя пинтуби» Дугласа Локвуда, любовные романы Дорин Оуэнс Малек, Патриции Нолл, Хэдер Макалистер, Джулии Бэрн, Мэри Лайонс, Карлы Кэссиди, Арлин Джеймс, Памелы Инграм, Хелен Диксон и других авторов.
В 1970—1980-е годы вместе с третьим мужем А. Л. Любимовым участвовала в экспедициях на Кольский полуостров, Кавказ и Дальний Восток.

## Семья
- 1-й муж — политрук, гвардии лейтенант Самуил Львович Минкин (1919—1942), погиб на фронте[8]. 
  - Дочь — Елена Самуиловна Минкина (28 августа 1942, Ашхабад — 22 августа 1992, Бостон), переводчица и литературный критик, сотрудник редакции журнала «Современная художественная литература за рубежом».
    - Внуки — Маша Гессен, журналистка и публицист; Кит Гессен, прозаик.
- 2-й муж — кинодраматург Соломон Самойлович Зенин (Зеликсон, 1906—1971).
- Брат — Яков Моисеевич Солодовник (1915—1986), легендарный советский парашютист и лётчик-испытатель 1-го класса[9][10]. Его дочь — переводчик художественной прозы Ирина Яковлевна Волевич[11].